# I. A třída Karlovarského kraje
I. A třída Karlovarského kraje patří společně s ostatními prvními A třídami mezi šesté nejvyšší fotbalové soutěže v Česku. Je řízena Karlovarským fotbalovým svazem. Hraje se každý rok od léta do jara se zimní přestávkou, účastní se jí 14 týmů z oblasti Karlovarského kraje, každý s každým hraje jednou na domácím hřišti a jednou na hřišti soupeře. Celkem se tedy hraje 26 kol. Vítězem se stává tým s nejvyšším počtem bodů v tabulce a postupuje do Karlovarského přeboru. Poslední dva týmy sestupují do I. B třídy. Do Karlovarské I. A třídy vždy postupuje vítězný a druhý tým z I. B třídy.

## Vítězové

### 1. A třída
| Ročník    | Vítězný tým                                       |
| --------- | ------------------------------------------------- |
| 2003/2004 | FK Nová Role                                      |
| 2004/2005 | FC Jiskra Hazlov                                  |
| 2005/2006 | TJ Sokol Útvina                                   |
| 2006/2007 | TJ Baník Královské Poříčí                         |
| 2007/2008 | TJ Sokol Chyše                                    |
| 2008/2009 | DDM Stará Role B                                  |
| 2009/2010 | TJ Sokol Drmoul                                   |
| 2010/2011 | TJ Spartak Horní Slavkov                          |
| 2011/2012 | FC Cheb                                           |
| 2012/2013 | FK Olympie Březová                                |
| 2013/2014 | TJ Slavoj Kynšperk                                |
| 2014/2015 | TJ Spartak Chodov                                 |
| 2015/2016 | TJ Rotas Rotava                                   |
| 2016/2017 | FK Žlutice                                        |
| 2017/2018 | TJ Spartak Horní Slavkov                          |
| 2018/2019 | Slavia Karlovy Vary B                             |
| 2019/2020 | TJ Vintířov - Nedohráno z důvodu Covid-19         |
| 2020/2021 | TJ Rozvoj Trstěnice - Nedohráno z důvodu Covid-19 |
| 2021/2022 | TJ Karlovy Vary-Dvory                             |
| 2022/2023 | FC Viktoria Mariánské Lázně „B“                   |
| 2023/2024 |                                                   |